# Arda Mandikian
Arda Mandikian (n. 1 septembrie 1924, İzmir, İzmir, Turcia – d. 8 noiembrie 2009, Atena, Grecia) a fost o soprană de operă greco-armeană. Mandikian și-a lansat cariera în Anglia și a interpretat roluri principale în spectacolele de operă puse în scenă la Londra și Edinburgh. În anii 1980 a fost director asociat al Operei Naționale a Greciei⁠(d).

## Biografie
Arda Mandikian s-a născut în anul 1924 în orașul Izmir din Turcia. Părinții ei, Krikor Mandikian și Beatrike Ananian, erau supraviețuitori ai Genocidului Armean din 1915–1916 și se refugiaseră în orașul Smirna. Familia Mandikian a emigrat apoi la Atena (Grecia), când fata lor era foarte mică. Arda a urmat studii de canto la Conservatorul din Atena⁠(d) sub conducerea sopranei spaniole Elvira de Hidalgo⁠(d), care a fost și profesoara Mariei Callas. Cele două tinere au cântat împreună în 1940 în duetul „Mira, O Norma” din Norma lui Bellini și apoi au susținut recitaluri de operă în 1942.
După cel de-al Doilea Război Mondial, ea a devenit interesată de muzica populară tradițională greacă și de muzica bizantină cu ajutorul a doi muzicieni (și militari) britanici, James Matthews și Alan Collingridge, prezenți atunci la Atena. Ei i-au prezentat-o muzicologului și compozitorului Egon Wellesz⁠(d), specialist universitar în muzică bizantină. Arda Mandikian a călătorit în anul 1948 în Marea Britanie pentru a-l întâlni pe Wellesz, care a aranjat ca ea să susțină în 1949 un recital de muzică greacă veche intitulat „21 de secole de muzică greacă”, care includea două dintre cele șase imnuri delfice scrise în jurul anului 128 î.Hr., monodii bizantine, cântece populare tradiționale și compoziții ale muzicienilor greci contemporani. Recitalul a avut loc mai întâi la Morley College și apoi la Oxford, unde locuia Wellesz, la cererea lui Ernest Newman⁠(d). Ea a înregistrat cele șase imnuri delfice, în Teatrul din Delphi, sub protecția unui detașament de armată, deoarece Delphi se afla atunci în zona de conflict a Războiului Civil Grec. Înregistrarea, lansată pe un disc cu o viteză de 78 rpm, a fost prima din colecția „Istoria muzicii” a casei de discuri His Master's Voice (HMV).
O demonstrație a calităților sale vocale a făcut ca Arda Mandikian să primească mai multe oferte și să desfășoare astfel o activitate permanentă. În 1950 Jack Westrup⁠(d) a angajat-o pentru a interpreta rolul Didona din opera Les Troyens⁠(d) a lui Hector Berlioz. Arda Mandikian a debutat astfel pe o scenă de operă. Ea a realizat două înregistrări ale operei. În 1951, ea a fost „prima vrăjitoare” și apoi „magiciana” în Dido și Aeneas a lui Purcell. Ea a realizat, de asemenea, două înregistrări ale acestei opere, a doua fiind sub conducerea lui Benjamin Britten. În același an a interpretat rolul principal în opera comică Incognita a lui Wellesz, care a fost reprezentată la Oxford, iar în anul următor a jucat rolul Emma Hamilton în opera Nelson⁠(d) a lui Lennox Berkeley⁠(d). Ea a cântat, de asemenea, în L'Enfance du Christ a lui Berlioz la Festivalul Internațional de la Edinburgh⁠(d), dar a considerat că această interpretare a fost una dintre cele mai proaste din cariera ei.
În 1953 a interpretat roluri principale în spectacole de operă puse în scenă atât la Paris, cât și la Londra. În acel an a interpretat-o pe Euridice la Opera din Paris⁠(d), apoi a interpretat mai multe roluri pentru Royal Opera House la Covent Garden⁠(d) din Londra: nepoata în Peter Grimes⁠(d) a lui Benjamin Britten, Musetta în Boema a lui Giacomo Puccini și (în 1954) regina Chemakha în Cocoșul de aur⁠(d) a lui Rimski-Korsakov. Ea a devenit una dintre interpretele preferate ale lui Benjamin Britten, care i-a oferit diverse roluri înainte de a i-l oferi pe cel al fantomei Miss Jessel în premiera operei sale de cameră The Turn of the Screw⁠(d), care a avut loc în anul 1954 la Teatrul La Fenice din Veneția. Ea a participat la înregistrarea operei la începutul anului următor. Britten a spus că rolul a fost scris special pentru Arda Mandikian, ținând cont de specificul vocii sale. S-a spus că Britten a făcut acest rol atât de apropiat de vocea Ardei Mandikian, încât „sună ca Arda, oricine o cântă”. Interpretarea sa a primului imn delfic în 1954 la Festivalul de la Aldeburgh (fondat în 1948 de Britten) i-a sugerat compozitorului aria cântată de Apollo în opera Death in Venice⁠(d).
În 1955 a interpretat-o pe Alice Ford în opera comică bufă Falstaff a lui Giuseppe Verdi. A fost apoi Savitri în opera de cameră omonimă⁠(d) a lui Holst⁠(d), unde a jucat alături de Peter Pears⁠(d), în 1956, apoi Electra în Idomeneu, regele Cretei a lui Mozart în 1958. În toamna anului 1959 a susținut un nou recital de muzică greacă antică (în prima parte) și de muzică greacă contemporană (în partea a doua). Compatriotul Mikis Theodorakis a compus un ciclu pentru ea.
În anii 1960 mama ei s-a îmbolnăvit, iar Arda Mandikian s-a întors în Grecia pentru a avea grijă de ea. În timp ce se afla în Grecia, o juntă militară a preluat puterea acolo, iar soprana s-a opus dictaturii coloneilor și, prin urmare, a fost considerată de autorități ca un cetățean suspect care trebuia supravegheat. Ea a refuzat multe oferte de roluri din străinătate, temându-se că nu se va mai putea întoarce în Grecia dacă va pleca. Această situație a pus astfel practic capăt carierei sale de cântăreață. Dictatura juntei militare grecești a luat sfârșit în anul 1974. Arda Mandikian a îndeplinit din 1974 până în 1980 funcția de director asociat al Operei Naționale a Greciei⁠(d), colaborând împreună cu Christos Lambrakis⁠(d), care era atunci președinte al Societății Maria Callas și responsabil cu distribuirea burselor Maria Callas.
Arda Mandikian a avut câteva relații de dragoste în timpul vieții sale, dar nu s-a căsătorit niciodată. A murit în anul 2009 la Atena.